# DSB MG
De DSB MG/FG/FH/MG, beter bekend als IC 4, is een vierdelig lagevloersdieseltreinstel voor het langeafstandspersonenvervoer van de Deense spoorwegonderneming Danske Statsbaner (DSB).

## Geschiedenis
Na het uitschrijven van een Europese aanbesteding werd in december 2000 een bestelling van 83 treinen van het type IC4 voor het personenvervoer op lange afstand gegund aan de Italiaanse firma AnsaldoBreda. De eerste trein zou in april 2003 worden geleverd en tussen januari 2004 en 2006 in dienst worden gesteld. In de zomer van 2007 vonden de eerste ritten voor de toelating plaats.
In november 2002 werd de vervolgorder voor de bouw van 23 tweedelige treinen van het type IC2 geplaatst.
In 2009 werd treinstel MG 5609 door de Italiaanse staat ter gelegenheid van 40 jaar kolonel Qadhafi aan Libië geschonken. Het werd van een luxe interieur voorzien. Dit treinstel is geen eigendom (meer) van de DSB en zal niet naar Denemarken komen.
Op 2 maart 2017 deelde DSB mede dat de eerste vijf IC4 treinstellen in DSB-Werkstatt Randers worden gesloopt om als onderdelenleverancier te dienen voor de 77 treinstellen.

## Constructie en techniek
Het treinstel is opgebouwd uit een aluminium frame. Typerend aan dit treinstel is de spitse neus door de toepassing van een Scharfenbergkoppeling. De treinstellen zijn uitgerust met luchtvering.
Het treinstel is uitgerust met vier IVECO V8-dieselmotoren van het type FVQE 28. Deze dieselmotor is afgeleid van de Vector-serie. De motoren hebben een cilinderinhoud van 20 liter en zijn voorzien van een common-rail inspuitsysteem. De motoren voldoen aan de Euro 3-norm. Dezelfde motor komt voor in tanks en bij zwaar transport.
De transmissie wordt geleverd door Voith hydromechanica model T 212 bre met hydrodynamicaremmen.

## Problemen
Door met name technische problemen is de aflevering en het indienststellen van nieuwe treinen (zie ook de V250 Fyra) om de volgende reden niet uitgevoerd.
- december 2002: DSB en AnsaldoBreda komen een aangepast leveringsschema overeen. Hierdoor werd de eerste trein met 3 tot 5 maanden vertraging geleverd. De einddatum voor de laatste trein zou onveranderd volgens schema in 2005/2006 plaatsvinden.
- april 2003: In de oorspronkelijke planning zou de eerste IC4 worden ingevoerd in april 2003.
- maart 2004: Het blijkt dat de eerste IC4 met vertraging geleverd gaat worden in de periode 2004/2005.
- juni 2004: Managing Director Keld Sengeløv zegt dat DSB zich verraden voelt door de leverancier. Er zijn problemen met de elektrische systemen van de trein en de wisselwerking tussen de computer en mechanische systemen. Keld Sengeløv dreigt AnsaldoBreda met een dwangsom.
- februari 2005: Voortgangsnota van de National Audit Office, waaruit blijkt dat er geen reden tot kritiek op DSB is
- oktober 2005: In een herzien leveringsschema verwacht AnsaldoBreda dat de eerste IC4 trein pas in 2005/2006 geleverd kan worden.
- november 2005: DSB krijgt een schadevergoeding van 250 miljoen dollar voor zowel IC4- als IC2-treinen. Finmeccanica, het moederbedrijf van AnsaldoBreda, beslist op verzoek van de DSB het topmanagement van AnsaldoBreda te vervangen. De leveringsplannen worden opnieuw herzien en de eerste IC4-treinen worden nu in april / mei 2006 verwacht.
- december 2006: Uit een nieuwe nota van de National Audit Office blijkt dat er wederom geen reden is om DSB te bekritiseren
- juni 2007: De eerste van vier IC4-treinen reden met passagiers op het traject tussen Aarhus H en Lindholm.
- februari - maart 2008: IC4-testritten in de periode van 22 februari tot en met 2 maart om de invloed van uitlaatgassen in de trein te meten.
- maart 2008: AnsaldoBreda streeft naar een goedkeuring van 14 treinstellen voor het rijden in losse diensten.
- mei 2008: DSB stelt in een ultimatum aan AnsaldoBreda dat de inzet van de IC4 in het personenvervoer in mei 2009 moet beginnen.
- 7 augustus 2008: om 8:59 uur vertrekt de eerste IC4-trein vanuit København naar Ålborg, onder toezicht met passagiers (inclusief de verbinding over de Grote Belt).
- 1 december 2008: Inzet van een IC4 (solo) op werkdagen met de volgende dienst: Aarhus - Ålborg - Aarhus - Odense - København - Odense - Aarhus.
- 27 januari 2009: De Deense keuringsinstantie verleent goedkeuring voor het rijden onder specifieke omstandigheden voor een bepaalde periode.
- 4 mei 2009: De Deense keuringsinstantie verleent goedkeuring voor het gekoppeld rijden onder specifieke omstandigheden voor een bepaalde periode.
- 20 mei 2009: DSB en AnsaldoBreda bereiken een overeenkomst voor de IC4 alsmede voor de IC2 over de kosten van de vervangende treinen. Zodra AnsaldoBreda de treinen gaat leveren begint DSB met de betaling van deze treinen.

4e kwartaal 2009: 1 trein te leveren.
1e kwartaal 2010: 1 trein te leveren.
Vanaf april 2010: de werkelijke serieproductie kan beginnen met de levering van ongeveer 3 treinen per maand.
Alle 83 IC4's zullen geleverd zijn in het 3e kwartaal van 2012.
Alle 23 IC2's zullen eveneens geleverd zijn in het 3e kwartaal van 2012.
- In april 2010 is AnsaldoBreda begonnen met het aanbrengen van verbeteringen aan de airconditioning in de serie treinstellen.
- In september 2010 presenteert DSB haar eerste IC4 treinstel.[1] Volgens de plannen zal iedere drie maanden een nieuw treinstel afgeleverd worden dat in Aarhus zal worden geoptimaliseerd.
- In mei 2011 werd bekendgemaakt dat diverse nieuw binnengekomen stellen niet aan de verwachtingen van de DSB voldoen. Servicebeurten zouden vaker plaats moeten vinden dan noodzakelijk is.[2]
- Op 4 november 2011 werd bij Høje Taastrup een rood sein voorbij gereden zonder dat de remmen inwerking traden.[3]
- Op 7 november 2011 met lyntog 47 van Kopenhagen naar Aarhus bij Marslev een rood sein voorbij gereden zonder dat de remmen inwerking traden. Hierbij werd bijna op een langzaam rijdende goederentrein gebotst.[4][5] Dit incident vormde voor de DSB een reden om de max. snelheid van 180 km/h terug te brengen tot een max. snelheid van 140 km/h.
- Op 15 november 2011 haalde de DSB alle treinen van het type IC4 uit de reizigersdienst, vanwege verscheidene incidenten waarbij de trein niet voor het rode, maar een paar meter achter het rode sein stopte.[6]
- Op 3 mei 2012 werd bekend dat DSB de in 2009 afgesproken compensaties voor de technische problemen en de te late leveringen door AnsaldoBreda dreigt te verliezen.[7]
- Op 2 juli 2012 kwamen weer een aantal treinen van het type IC4 terug in dienst. Dit na 200.000 kilometer aan testritten.[8]
- Op 4 juli 2014 bracht DB Systemtechnik een rapport uit over haarscheuren bij de lager en schokdemper bevestiging van treinen van het type IC4 en IC2. Deze haarscheuren werden tussen 2010 en 2014 bij zeven treinstellen waargenomen.[9]

## Internet
Deze treinen werden uitgerust met draadloos internet door middel van een wifiverbinding. Deze dienst is beschikbaar voor InterCity en InterCityLyn treinen tussen Kopenhagen en Århus.

## Treindiensten
De treinen worden door de Danske Statsbaner (DSB) ingezet op de volgende trajecten:
- København H - Odense - Aarhus - Aalborg, v.v.
- København H - Nykøbing F v.v.

## Foto's

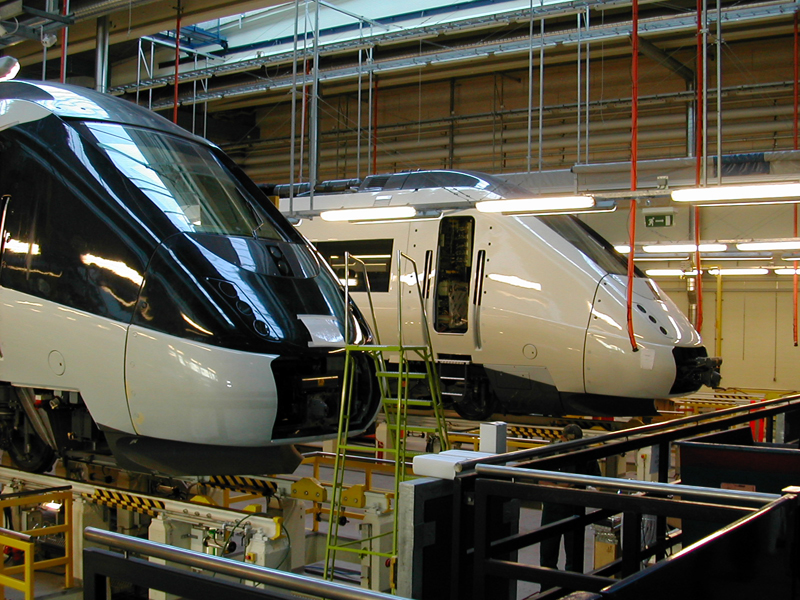
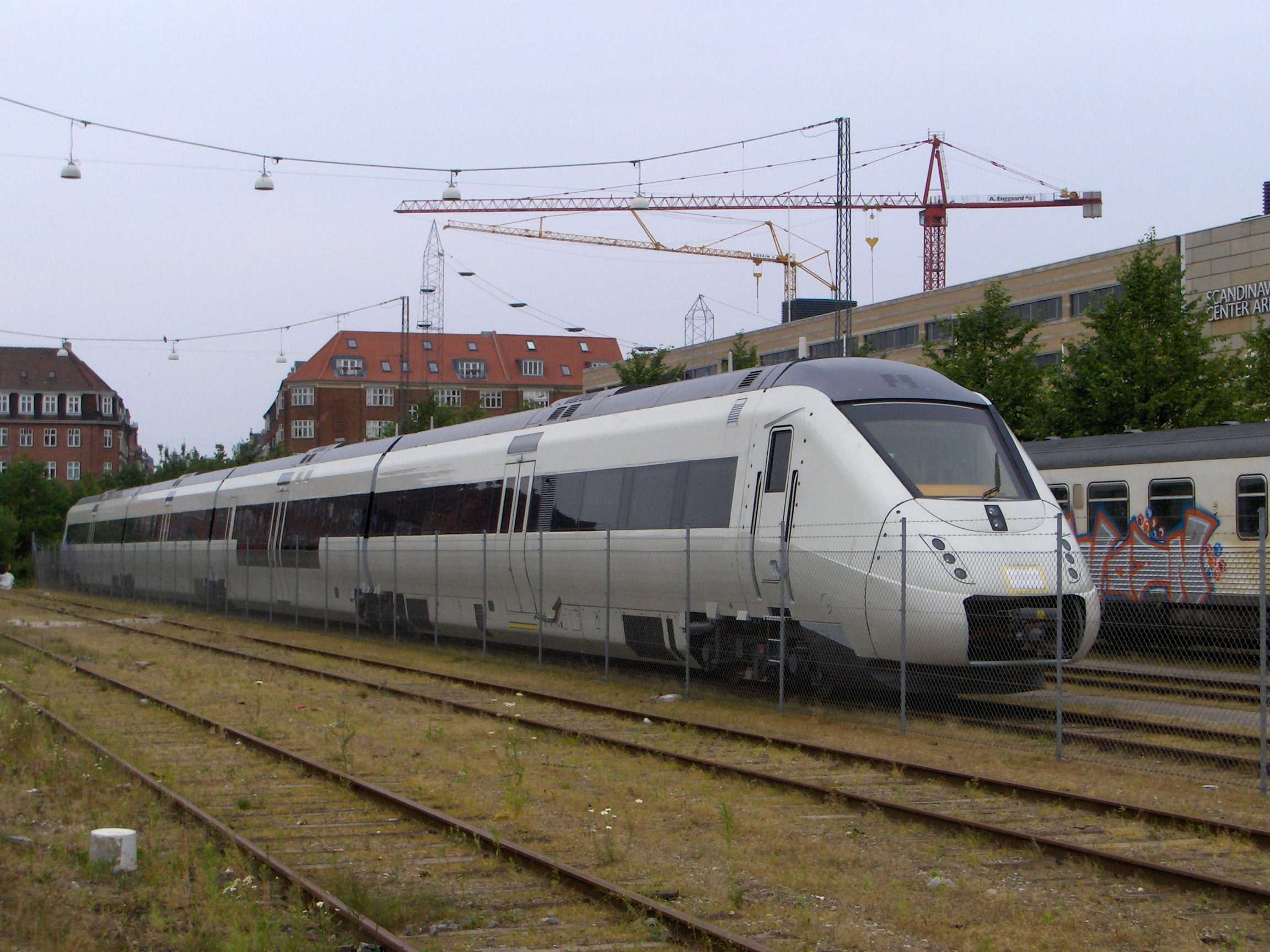
testtrein te Aarhus